# As Ondas de Abril
Les Grandes Ondes (à l'ouest) (As Ondas de Abril (título em Portugal) ou Longwave - Nas Ondas da Revolução (título no Brasil)) é um filme luso-suíço-francês realizado por Lionel Baier e escrito por este e Julien Bouissoux. Sua estreia mundial aconteceu a 11 de agosto de 2013 no Festival Internacional de Cinema de Locarno. O filme foi lançado na Suíça no dia 18 de setembro de 2013 (parte francófona) e a 31 de outubro de 2013 na parte alemã. Na França foi exibido a 12 de fevereiro de 2014. No Brasil o filme foi lançado no dia 1 de maio de 2014. Em Portugal o filme foi exibido no dia 8 de maio de 2014.
O filme foi exibido nos Estados Unidos, sob o título de Longwave no Festival Internacional de Cinema de Palm Springs a 10 de janeiro de 2014. A Zeta Films distribuiu o filme na Argentina, Uruguai, Chile e Paraguai.

## Sinopse
No início de 1974, devido a pressões políticas, o director da Rádio Suíça Romanda se vê forçado a ir em programas consensuais em directo. Para fazer isso, ele envia três pessoas para Portugal, para fazer uma reportagem dedicada à assistência prestada pela Suíça para o desenvolvimento económico do país. Mas nada acontece como planeado e a equipa suíça e seu tradutor são tomados pela Revolução dos Cravos.

## Elenco
- Valérie Donzelli como Julie, a jornalista de rádio
- Michel Vuillermoz como Cauvin, o repórter de rádio
- Patrick Lapp como Bob, o jornalista de rádio
- Francisco Belard como Pelé, o jovem tradutor português fã de Pagnol
- Jean-Stéphane Bron como Philippe de Roulet, o chefe da rádio suíça
- Paul Riniker como o Conselheiro Federal suíço
- Patricia André como Analea, a jovem revolucionária portuguesa
- Adrien Barazzone como Bertrand
- Carlos Sebastião como o director da escola
- José Eduardo como o director da estação de tratamento
- Ursula Meier como a jornalista belga
- Lionel Baier como o jornalista belga
- Frédéric Mermoud como o jornalista belga

## Reconhecimentos
| Ano  | Prémios                                         | Categorias                                 | Destinatários e nomeados      | Resultado | Ref(s)               |
| ---- | ----------------------------------------------- | ------------------------------------------ | ----------------------------- | --------- | -------------------- |
| 2013 | Rencontres du cinéma français en Beaujolais     | Prémio do Júri dos Espectadores            | Les Grandes Ondes (à l'ouest) | Indicado  | [ 15 ]               |
| 2014 | Academia de Cinema da Suíça                     | Prémio do cinema suíço de melhor filme     | Les Grandes Ondes (à l'ouest) | Indicado  | [ 16 ] [ 17 ] [ 18 ] |
| 2014 | Academia de Cinema da Suíça                     | Prémio do cinema suíço de melhor argumento | Lionel Baier Julien Bouissoux | Indicado  | [ 16 ] [ 17 ] [ 18 ] |
| 2014 | Academia de Cinema da Suíça                     | Prémio do cinema suíço de melhor actor     | Patrick Lapp                  | Indicado  | [ 16 ] [ 17 ] [ 18 ] |
| 2014 | Association des Trophées francophones du cinéma | Troféus francófonos do cinema              | Les Grandes Ondes (à l'ouest) | Venceu    | [ 19 ]               |